# Cầu cạn Cize–Bolozon
Cầu cạn Cize – Bolozon (tiếng Anh: Cize–Bolozon viaduct) là một cầu cạn kết hợp giữa đường sắt và xe cộ băng qua hẻm núi Ain ở Pháp nối các xã Cize và Bolozon trong khu vực tỉnh Ain.
Một nhịp ban đầu được xây dựng ở cùng một vị trí vào năm 1875 đã bị phá hủy trong Thế chiến thứ hai. Được xây dựng lại như một dự án khẩn cấp sau chiến tranh do vị trí của nó trên tuyến đường chính dẫn đến Paris, cầu cạn mới mở cửa trở lại vào tháng 5 năm 1950.
Nó vận chuyển giao thông đường bộ và đường sắt ở các cấp độ khác nhau: tuyến đường sắt, được đóng cửa để gia cố và khôi phục vào năm 2005, chiếm cấp độ cao hơn. Một phần của Ligne du Haut-Bugey, nó mở cửa trở lại vào tháng 12 năm 2010  như một phần của tuyến Paris-Geneva quốc tế. Đường địa phương từ Poncin đến Thoirette sử dụng cấp thấp hơn.